# Luretta
Il Luretta (la Nürëta [lɐˌnyˈrətɐ] o la Nür in dialetto piacentino) è un torrente lungo circa 28 km che scorre completamente provincia di Piacenza, affluente di destra del Tidone.

## Percorso

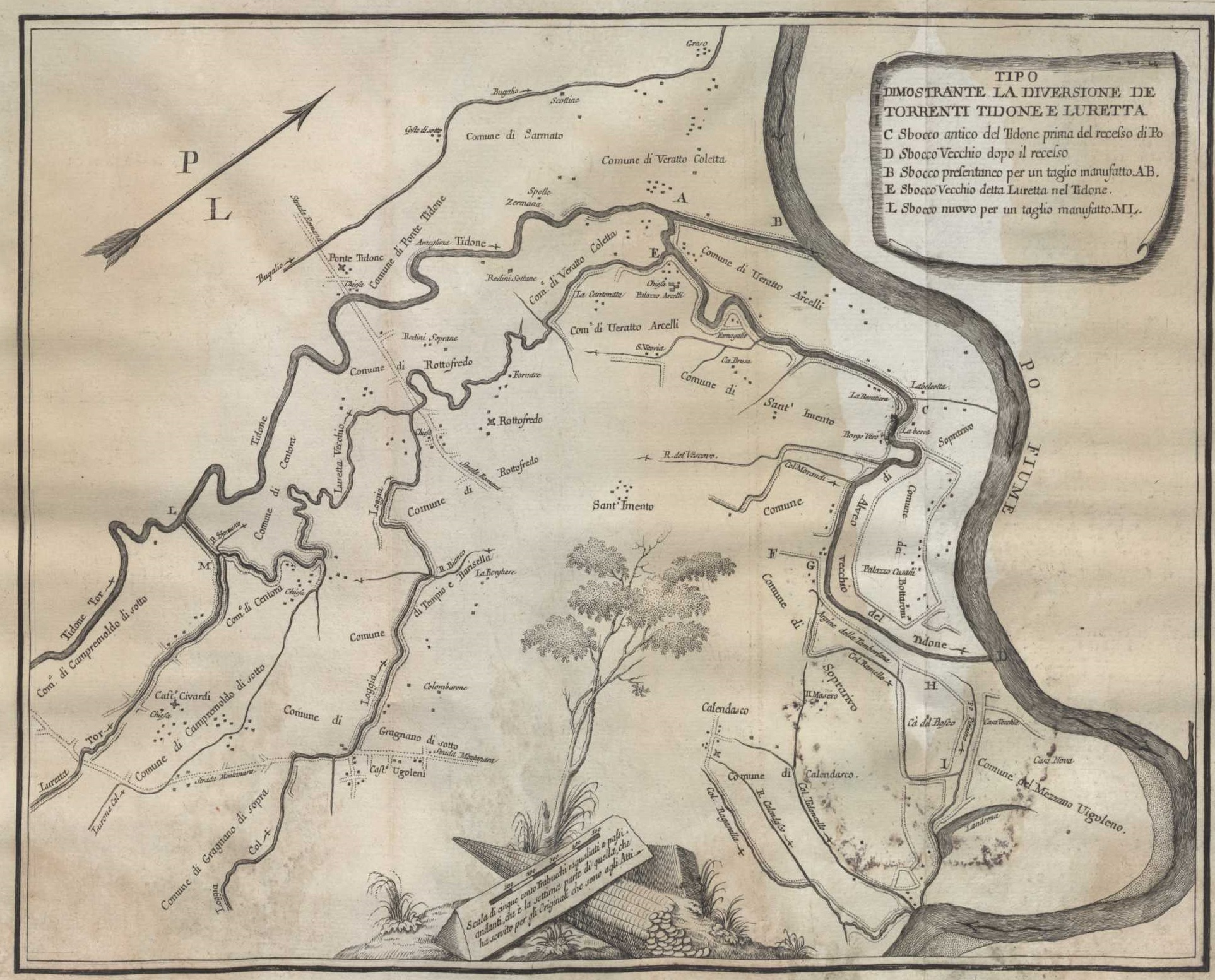
Mappa dei torrenti Tidone e Luretta della metà del XVIII secolo. Da Intorno al nuovo taglio del Tidone e della Luretta di Giovanni Antonio Lecchi, 1750.

Il Luretta nasce nel territorio comunale di Piozzano dalla confluenza di due rami, il Luretta di Monteventano, anche definito Luretta Superiore, lungo circa 8 km la cui sorgente si trova in località Le Mogliazze (o Il Moiaccio) sulle pendici del monte Lazzaro, nei pressi del confine con i comuni di Travo e Alta Val Tidone, e che per un breve tratto segna il confine tra i comuni di Piozzano e Travo, e il Luretta di San Gabriele, anche definito Luretta Inferiore, lungo circa 4 km la cui sorgente si trova nei pressi della frazione di Groppo Arcelli, sulle pendici del monte Serenda.
I due rami si uniscono nei pressi della località Guadà andando a formare il Luretta propriamente detto, conosciuto anche come Luretta Grande. Nel primo tratto del suo corso il torrente presenta una pendenza media del 76 per mille, che, poi, cala al 31 per mille.
In seguito, attraversa il centro abitato di Piozzano e, lambisce i centri di Agazzano e Gazzola ed entra nel comune di Gragnano Trebbiense nella pianura Padana dove la pendenza media si assesta all'8 per mille.
Entrato nel territorio comunale di Rottofreno, sfocia nel torrente Tidone tra Centora, frazione di Rottofreno, e Agazzino, frazione di Sarmato.

## Affluenti
Il Luretta non presenta affluenti di particolare rilevanza, ricevendo contributi idrici da brevi torrenti:
- Torrenti in sinistra idrografica:
Rio Tarone; Rio Magnana
- Torrenti in destra idrografica:
Rio Canto; Rio Sarturano; Rio Frate

## Regime idrologico
Il torrente presenta un bacino idrografico delle dimensioni di 101,6 km².
Il Luretta presenta un regime fluviale spiccatamente torrentizio, con minimi idrometrici in estate e piene regolari in primavera e autunno. La portata media nei pressi di Agazzano, calcolata nel periodo 1991-2001, è di 0,35 m³/s, che aumentano a 0,44 m³/s a Campremoldo Sopra di Gragnano e a 0,64 m³/s alla foce nel Tidone.

## Storia

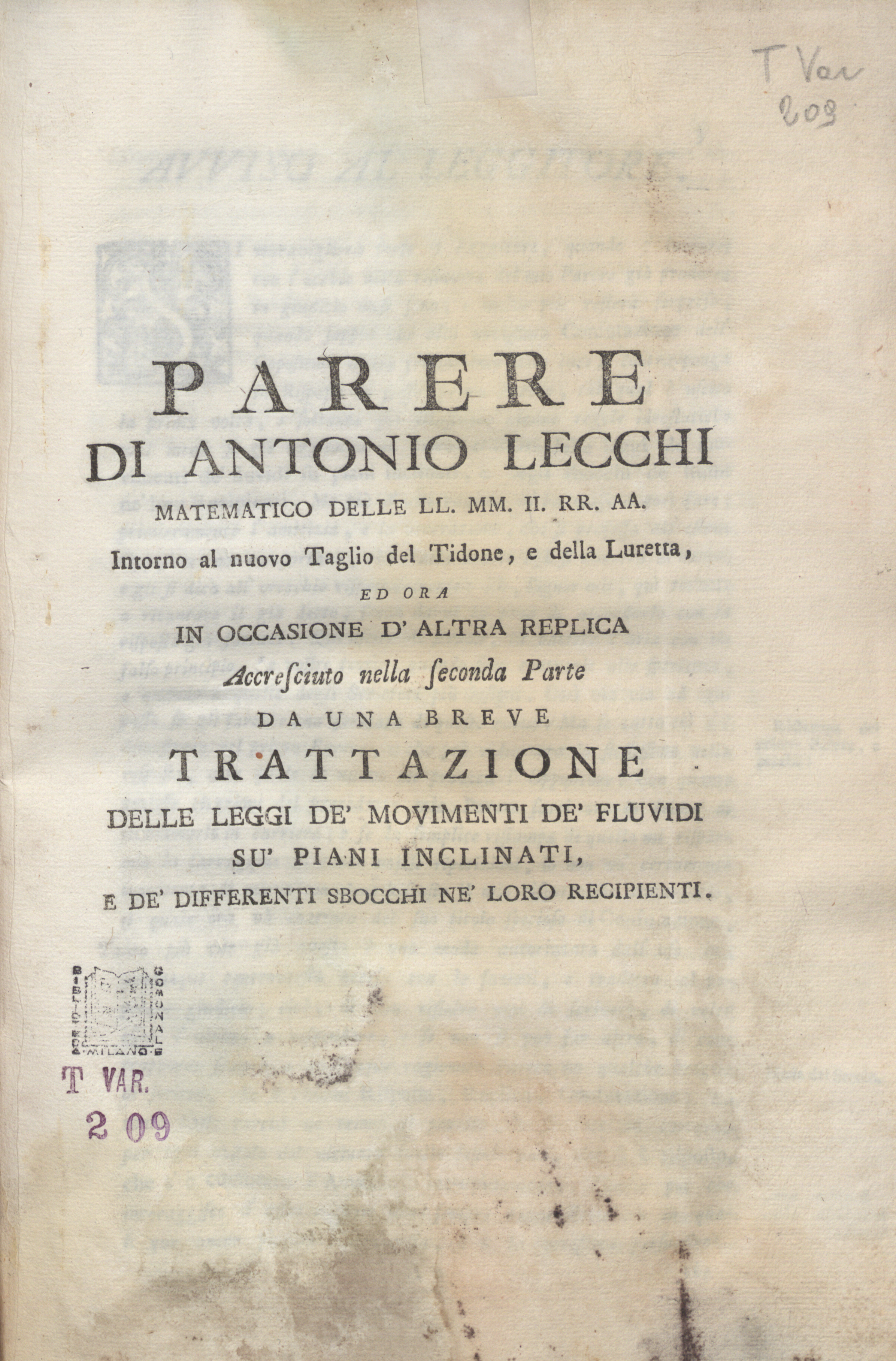
Giovanni Antonio Lecchi, Parere intorno al nuovo taglio del Tidone e della Luretta ed ora in occasione d'altra replica accresciuto, 1774

La parte bassa del suo corso fu interessata dalla battaglia della Trebbia in cui, secondo il racconto dello storico romano Polibio, nel dicembre del 218 a.C. Annibale inflisse una pesante sconfitta al console romano Tiberio Sempronio Longo.
L'esercito dei cartaginesi, accampato nei pressi di Tavernago, riuscì a bloccare la fanteria romana nell'alveo paludoso del torrente; la cavalleria numidica appoggiata dagli arcieri fece strage dei soldati romani di cui solo un terzo riuscì a trovare scampo sull'altra sponda del vicino fiume Trebbia.
Nel 1750 la foce del Luretta nel Tidone fu oggetto di lavori di riordino e bonifica che deviarono il corso del Rio Lurone e del Rio Roggia, al tempo affluenti del Luretta, collegandoli tra loro per, poi, farli sfociare nel Tidone.